# Trollhättans tingsrätt
Trollhättans tingsrätt var en tingsrätt i Västra Götalands län. Domsagan omfattade vid upplösningen kommunerna Trollhättan och Lilla Edet. Tingsrätten och dess domsaga ingick i domkretsen för Hovrätten för Västra Sverige. Tingsrätten hade kansli i Trollhättan. År 2004 upplöstes tingsrätten varvid själva rätten och domsagan uppgick i Vänersborgs tingsrätt och domsaga.

## Administrativ historik
Vid tingsrättsreformen 1971 bildades denna tingsrätt i Trollhättan från häradsrätten för Flundre, Väne och Bjärke tingslag. Domkretsen bildades av huvuddelen av detta tingslag samt en mindre del ur Vättle, Ale och Kullings tingslag. 1971 omfattade domsagan kommunerna Trollhättan och Lilla Edet.  
Tingsrätten upplöstes 4 oktober 2004 då rätten och domsagan uppgick i Vänersborgs tingsrätt och dess domsaga.

## Lagmän
- 1971–1979: Nils Källoff
- 1979–1992: Ivan Odhammar
- 1992–2004: Nils Fredrik Hulterström